# BrauManufaktur Härke

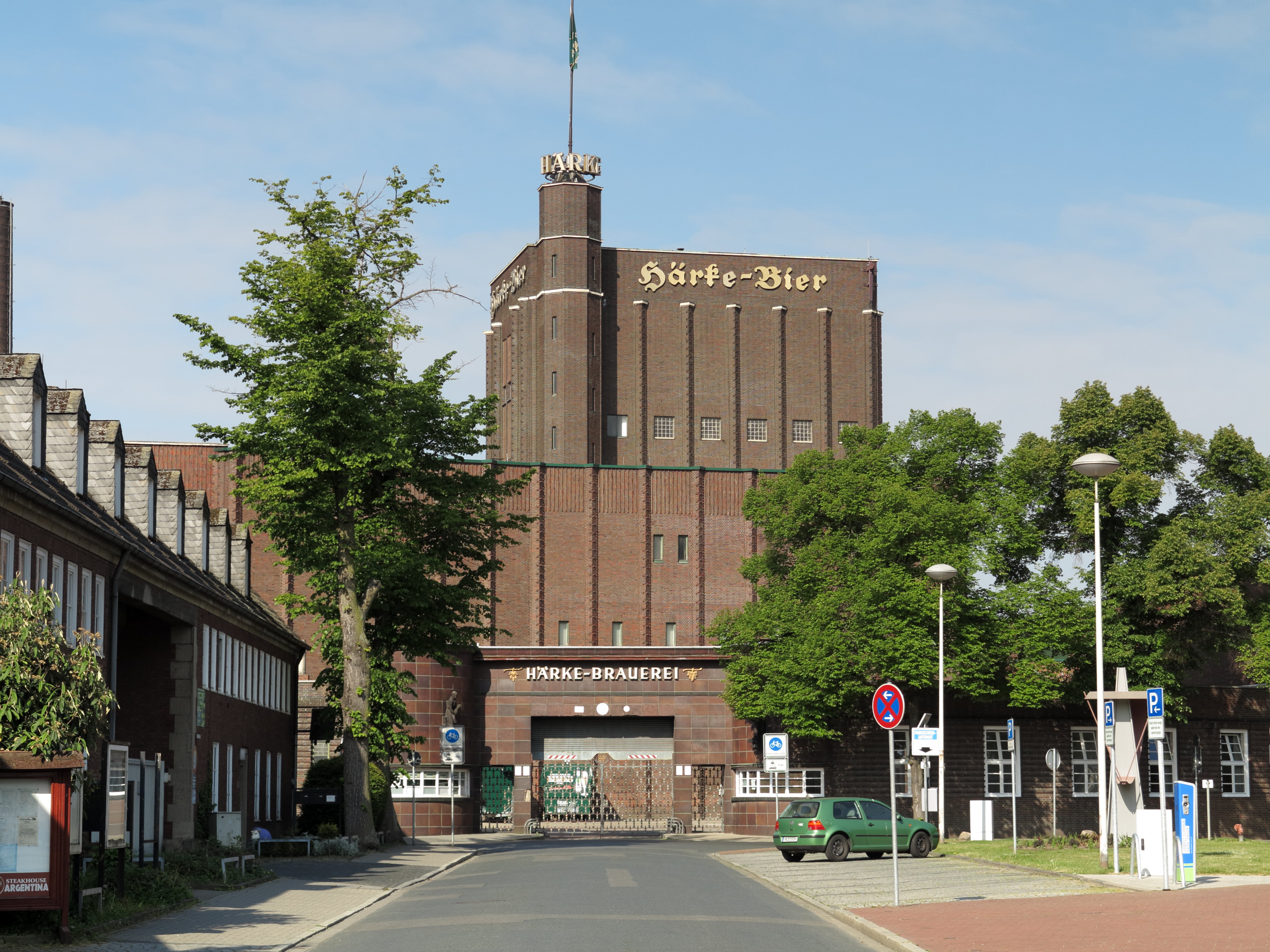
Denkmalgeschütztes Brauereigebäude

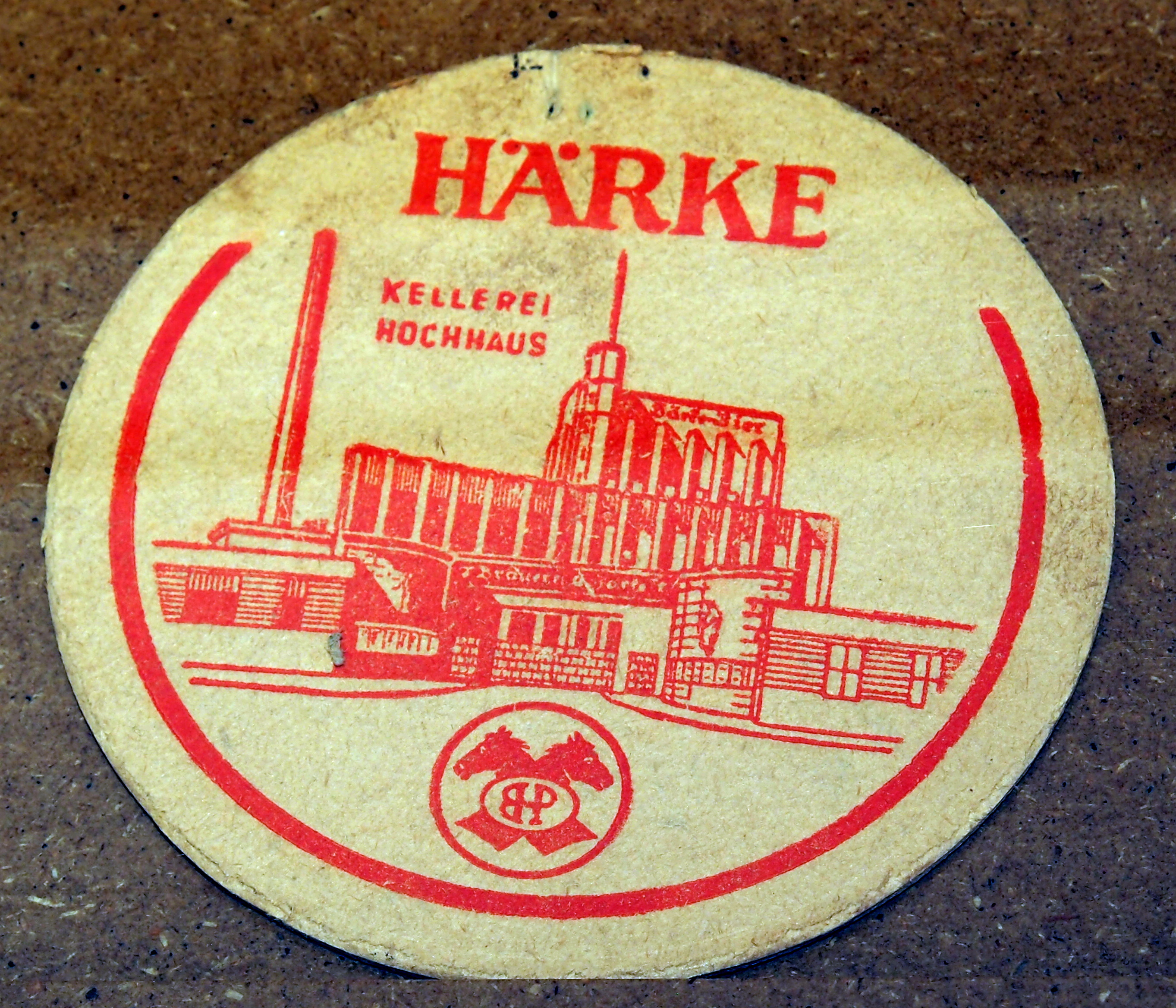
Historischer Bierdeckel der Brauerei Härke mit der Darstellung des Brauereigebäudes

Die BrauManufaktur Härke GmbH (ehemals Privatbrauerei Härke GmbH & Co. KG) war eine 1890 von Ernst Härke in Peine gegründete Brauerei. Das Hauptprodukt Härke Pils ist bekannt für seinen herben Geschmack.

## Geschichte
1890 kaufte Ernst Härke aus Anderten bei Hannover die Rauls’sche Brauerei und den dazugehörigen Bierausschank. 1907 erfolgte die Umfirmierung in Brauerei E. Härke. Nach dem Tod ihres Ehemanns übernahm Elise Härke ab 1914 die Geschäftsführung, und nach ihrem Tod wurde 1927 ihr Sohn Heinrich Leiter der Brauerei. In dieser Zeit begann der Neubau des heute denkmalgeschützten Brauereigebäudes nach einem Entwurf des Peiner Architekten Anton van Norden. Als Heinrich Härke 1945 bei einem Verkehrsunfall starb, übernahm seine Witwe Änny Härke die Geschäftsführung. 1949 wurde die Härke Bier-Vertriebs GmbH gegründet, und ein Jahr später übernahm Willy Schneider die kaufmännische Leitung des Unternehmens.
1971 erfolgte die Umwandlung des Unternehmens in die Härke Brauerei KG, deren Geschäftsführer Hans-Peter Härke wurde. 1982 kam es zur Umfirmierung in Privatbrauerei Härke KG, und Rainer Schneider übernahm die Funktion des Technischen Leiters. 1990 wurde das 100-jährige Unternehmensjubiläum begangen. 1997 übernahm Matthias Härke die Finanzen und das Controlling des Unternehmens, und seit 2002 ist Martin Härke leitender Braumeister. 2007 erfolgte die Umwandlung der Privatbrauerei Härke KG in die Privatbrauerei Härke GmbH & Co. KG. Matthias und Martin Härke wurden als Kommanditisten aufgenommen.
Im September 2011 gab die Geschäftsleitung bekannt, einen Kooperationsvertrag mit der Einbecker Brauhaus AG abgeschlossen zu haben. Die Getränkeabfüllung erfolgt seitdem in Einbeck.
Am 16. November 2012 meldete das Unternehmen Insolvenz an, es wurde im Januar 2013 von der Einbecker Brauerei übernommen. Das Peiner Brauhaus produzierte zuletzt jährlich 70.000 Hektoliter mit 34 Mitarbeitern.
Im Februar 2013 nahm die neugegründete Gesellschaft BrauManufaktur Härke ihren Betrieb auf. Von den ehemals 34 Mitarbeitern wurden 16 übernommen.
Am 11. September 2023 wurde von der Einbecker Brauhaus AG die endgültige Schließung der Brauerei am Standort Peine zum Ende des Jahres 2023 bekannt gegeben. Die Marke wird ab 2024 im eigenen Haus in Einbeck weiterproduziert. Am 21. November 2023 wurde zum letzten Mal Bier aus der Brauerei geliefert. Die Brauereigebäude in Peine sollen nach notwendigen Sanierungen und Umbauten zukünftig als Seniorenwohnheim, Kindertagesstätte und Apartments genutzt werden.
Im Frühjahr 2024 gründete der ehemalige Braumeister Martin Härke die Peiner Brauhaus GmbH, welche im Herbst 2024 ihren Betrieb aufnahm.

## Produkte
- Härke Alkoholfreies Pils
- Härke Peiner Landradler naturtrüb
- Härke Pils